# Pasadena (Texas)
Pasadena ist eine Stadt südöstlich von Houston im Harris County, Texas in den Vereinigten Staaten. Es ist die zweitgrößte Stadt des Countys sowie die fünfzehntgrößte des Bundesstaates und stellt eine principal city der Metropolregion Greater Houston dar. Sie wurde 1893 von John H. Burnett gegründet und aufgrund ihrer damaligen Vegetation, die ähnlich der in Pasadena, Kalifornien war, Pasadena genannt.
Laut der United States Census 2020 hat Pasadena 151.950 Einwohner. Es verfügt über die größte aller kommunalen Freiwilligen Feuerwehren der Vereinigten Staaten, dem Pasadena Volunteer Fire Department. Die Wirtschaft der Stadt ist eng mit dem naheliegenden Houston Ship Canal und den dazugehörigen Industriegebieten, sowie mit dem NASA Lyndon B. Johnson Space Center in der angrenzenden Clear Lake City, verbunden.

## Geschichte
Es wird vermutet, dass die ersten Einwohner des Gebietes die Karankawa-Indianer waren, die damals an der gesamten amerikanischen Golfküste lebten.
Geburtsort von Texas
Pasadena befindet sich nahe dem Ort der letzten Schlacht des texanischen Unabhängigkeitskriegs, die am 21. April 1836 stattfand. Der mexikanische General Antonio López de Santa Anna wurde bei Vince’s Bayou gefangen genommen. Ein Denkmal für diese Schlacht, bekannt als das San Jacinto Monument befindet sich in La Porte am Schiffskanal von Houston. Da dies der letzte Konflikt war, der zur mexikanischen Kapitulation geführt hat, ist die Gegend um Pasadena und seine Nachbarstadt Deer Park als „Geburtsort von Texas“ bekannt.
Der Serienmörder Dean Corll hat in den 1950ern und im Jahr 1973 in Pasadena gelebt und einige seiner Vergewaltigungen und Morde an Jungen begangen. Am 8. August 1973 wurde er in seinem Haus in Pasadena vom eigenen Komplizen Elmer Wayne Henley erschossen.

## Söhne der Stadt
- Mark Blankfield (1950–2024), Schauspieler
- Jacob Green (* 1957), American-Football-Spieler
- Russell Harvard (* 1981), gehörloser Schauspieler
- Thomas Walkup (* 1992), Basketballspieler